# سرحال شيرزادي (مقاطعة غيلانغرب)
سرحال‌شيرزادي (بالفارسية: سرحال‌شیرزادی) هي قرية تقع في قسم ويجنان الريفي في إيران. يقدر عدد سكانها بـ 219 نسمة بحسب إحصاء 2016.